# Oxytaenia melanopoda
Oxytaenia melanopoda är en stekelart som först beskrevs av Cameron 1885.  Oxytaenia melanopoda ingår i släktet Oxytaenia och familjen brokparasitsteklar. Inga underarter finns listade i Catalogue of Life.